# Дельгадо, Беатрикс
Беатрикс «Трикси» Дельгадо (нем. Beatrix «Trixie» Delgado; род. 21 июня 1966 года в Давосе; настоящее имя Беатрис Обрехт; нем. Beatrice Obrecht) — швейцарская певица. Мировую известность получила в середине 1990-х годов, став вокалисткой немецкого евродэнс-проекта Masterboy.

## Карьера
В 1993 году Дельгадо присоединилась к группе Энрико Цаблера и Томми Шлее. Её первый сингл «Everybody Needs Somebody» был выпущен совместно с Masterboy и летом 1993 года достиг вершин чартов во многих странах. Наибольший успех пришёл к ней летом 1994 года, когда она и Masterboy достигли 8-го места в немецких чартах и 2-го места во Франции с синглом «Feel the Heat of the Night». В общей сложности она записала с группой три альбома и 13 синглов.
Летом 1996 года Дельгадо покинула группу. Вскоре после ухода с Masterboy она выпустила свой первый сольный сингл «Falling for Your Love» под псевдонимом LaTour, но он провалился, но в последнюю очередь из-за банкротства её звукозаписывающей компании Metronome Records. В 1998 году она записала сингл «Hold On to Your Dream» с Нэнси Ренцш, которая впоследствии стала женой диджея BoBo. Она также появилась в качестве студийной вокалистки в альбоме диджея BoBo «Level 6». Спустя пять лет, в 2001 году, Дельгадо вернулась в Masterboy, но не смогла повторить свой прежний успех.
После того, как Masterboy взяли творческий перерыв, Дельгадо продолжила сотрудничество с Томми Шлее и его проектом Klubbingman, вернувшись в чарты в 2005 году с перезаписанной песней «Love Message». «Never Stop This Feeling» достигла 77-го места в немецких чартах в августе 2007 года.